# Радионов, Владимир Вениаминович
Владимир Вениаминович Радионов (21 июля 1938, Нижняя Тавда, Тюменская область, РСФСР, СССР) — советский футболист, тренер и спортивный организатор. Заслуженный тренер СССР (1990), чемпион Европы среди молодёжных команд (1990).
Кавалер ордена Дружбы (1997).

## Карьера игрока
Владимир Радионов начал играть в футбол в команде таллинского строительного техникума, затем играл за эстонские любительские команды — команду завода «Двигатель» (Таллин) и «Калев» (Юлемисте). В 1960 году его пригласили в главную команду Эстонской ССР — таллинский «Калев», который тогда играл в Высшей лиге СССР. В «Калеве» Радионов играл 2 сезона на позиции нападающего.
В 1962 году Владимир Радионов перешёл в калининскую «Волгу» и сменил амплуа с нападающего на центрального защитника. В 1963 году в составе «Волги» стал чемпионом РСФСР. С июня 1966 по 1969 год Радионов выступал за московский «Локомотив» в Высшей лиге, был капитаном команды в 1966. Отыграв вторую половину сезона 1969 за симферопольскую «Таврию», он завершил карьеру игрока.

## Тренерская карьера
После завершения игровой карьеры стал тренером. В 1970—1975 годах — тренер школы московского «Локомотива», а с июня 1975 по 1977 год — старший тренер.
В 1980—1981 возглавлял калининскую «Волгу», в первой половине сезона-1983 возглавлял московский «Локомотив». В 1984—1985 годах Радионов перешёл на организаторскую работу — возглавлял отдел футбола Спорткомитета Москвы.
С 1986 по 1990 годы Радионов тренировал молодёжную сборную СССР (1968 г.р.) и привёл её к победе на молодёжном чемпионате Европы 1990 года. С 1992 по 2004 годы был генеральным секретарём РФС. Был членом технического комитета ФИФА (1991 — ?), членом комитета УЕФА по проведению Чемпионатов Европы (1996 — ?).